# Один миллион рублей (Беларусь)
Оди́н миллио́н рубле́й (бел. Адзін мільён рублёў) — номинал банкноты, использовавшейся в Беларуси с 1999 по 2001 год.

## История
1 000 000-рублёвая банкнота в Беларуси была введена в обращение 30 апреля 1999 года. Выведена из обращения 1 января 2001 года.

## Характеристика

### Лицевая сторона
На лицевой стороне изображено здание Национального художественного музея республики с подписью «НАЦЫЯНАЛЬНЫ МАСТАЦКІ МУЗЕЙ РЭСПУБЛІКІ БЕЛАРУСЬ». Слева и справа от изображения помещены графические знаки защиты. В верхней части поля банкноты проходит орнаментальная полоса, в которой помещена надпись в две строки: «НАЦЫЯНАЛЬНЫ БАНК РЭСПУБЛІКІ БЕЛАРУСЬ» и «РАЗЛІКОВЫ БІЛЕТ». В правой верхней части банкноты на фоне орнаментальной полосы помещена большая аббревиатура «НБРБ». Номинал обозначен цифрами в левом верхнем углу банкноты и словами «АДЗІН МІЛЬЁН РУБЛЁЎ» под изображением музея. В нижней части проходит узорная кайма, к которой сверху прилегает микротекст из повторяющихся чисел «1 000 000», в правом нижнем углу банкноты внутри виньетки помещено обозначение года «1999».

### Оборотная сторона
На оборотной стороне размещён фрагмент картины И. Хруцкого «Портрет жены с цветами и фруктами» (1838), по бокам от этого изображения размещены графические защитные элементы. Расположение защитных микротекстов на этой стороне такое же, как и на лицевой стороне. В верхней части номинал указан словами «АДЗІН МІЛЬЁН РУБЛЁЎ», под центральным изображением размещено крупное число «1 000 000», обозначающее номинал. Серия и номер банкноты размещены вверху справа и внизу слева поля банкноты. В левом верхнем углу надпись: «ПАДРОБКА БІЛЕТАЎ НАЦЫЯНАЛЬНАГА БАНКА РЭСПУБЛІКІ БЕЛАРУСЬ ПРАСЛЕДУЕЦЦА ПА ЗАКОНУ».

### Серии
Банкнота выпускалась в пяти сериях: АА, АБ, АВ, АГ, АЕ.